# W84

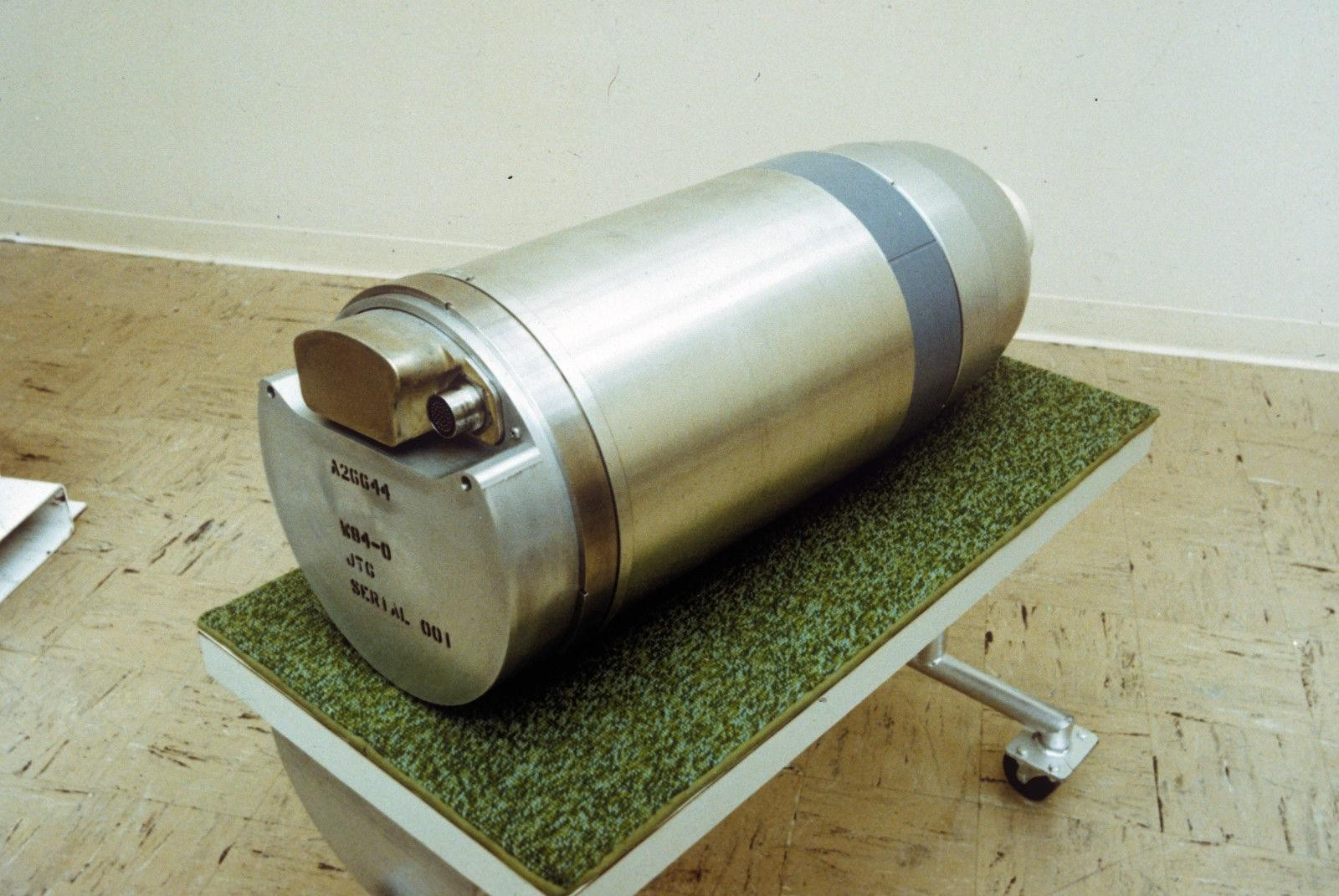
W84 appartenant à l'Us air force.

La W84 était une ogive thermonucléaire américaine conçue pour être embarquée à bord du missile Gryphon.

## Description
Elle a été conçue au Laboratoire national de Lawrence Livermore à partir de 1978 en se fondant sur les principes de la famille B61 (conçue au Laboratoire national de Los Alamos). Par plusieurs aspects, la W84 ressemble beaucoup à l'ogive W80 embarquée à bord des missiles ALCM, ACM et Tomahawk.
La W84 avait un diamètre de 13 pouces et une longueur de 34 pouces (elle a une longueur et un diamètre un peu plus grands que la W80). Elle pèse 388 livre (soit environ 100 livres de plus que la W80).
La W84 a une puissance explosive variable allant de 0,2 à 150 kilotonnes. Elle possède les huit dispositifs de sécurité des armes nucléaires modernes considérées comme appropriées par différentes études sur la sécurité de ces armes. C'est la seule ogive les ayant toutes. Cela inclut le TATB, un explosif en poudre polymérisé insensible au feu, aux chocs et aux impacts.
À partir de 1983, 350 ogives ont été fabriquées (d'autres sources indiquent 530).
Les missiles Gryphon ont été démantelés pour satisfaire au Traité sur les forces nucléaires à portée intermédiaire, mais les ogives W84 font partie du stock d'armements nucléaires pour une application future[Quand ?].